# 通町筋

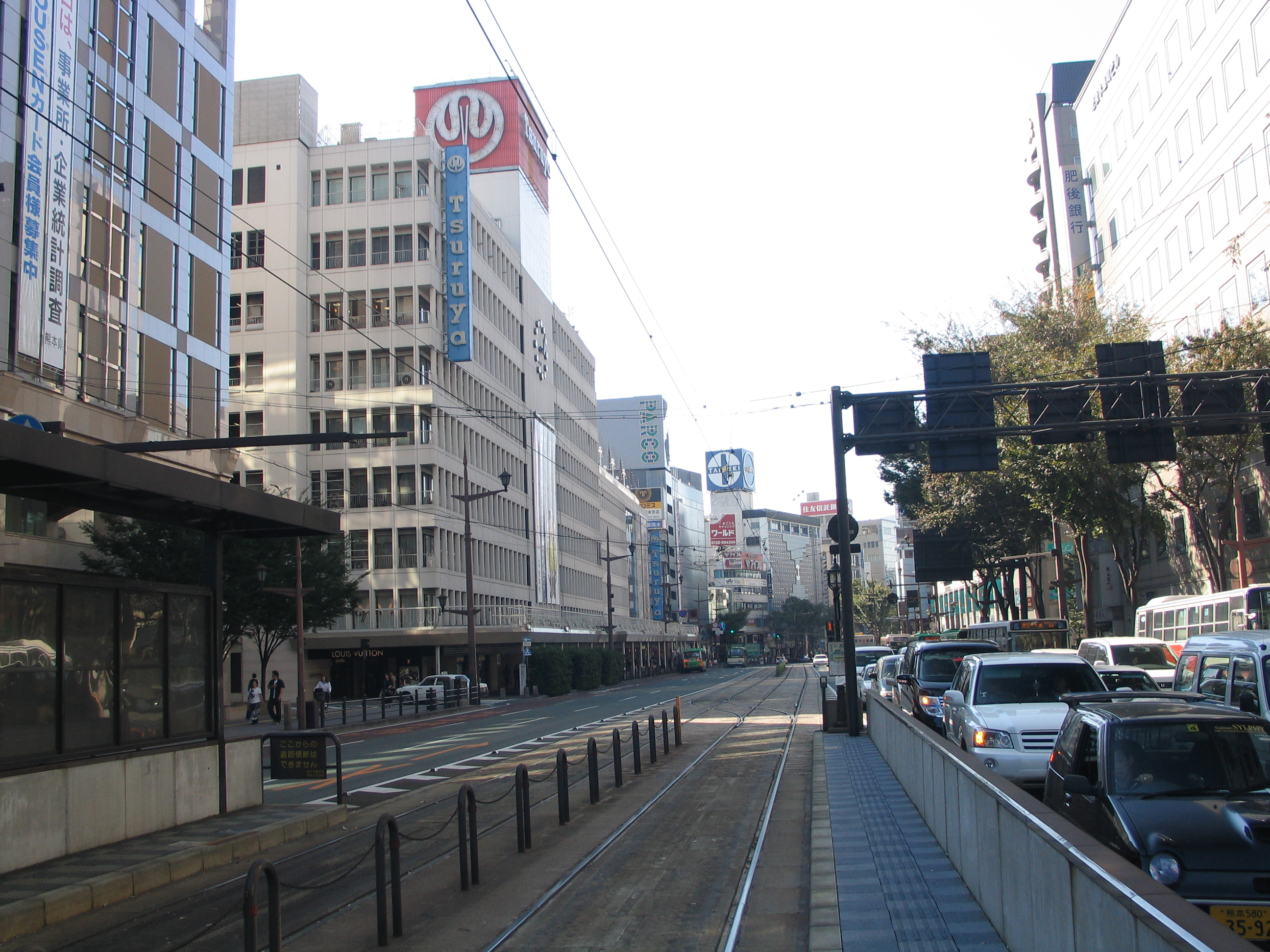
水道町交差点から見た通町筋

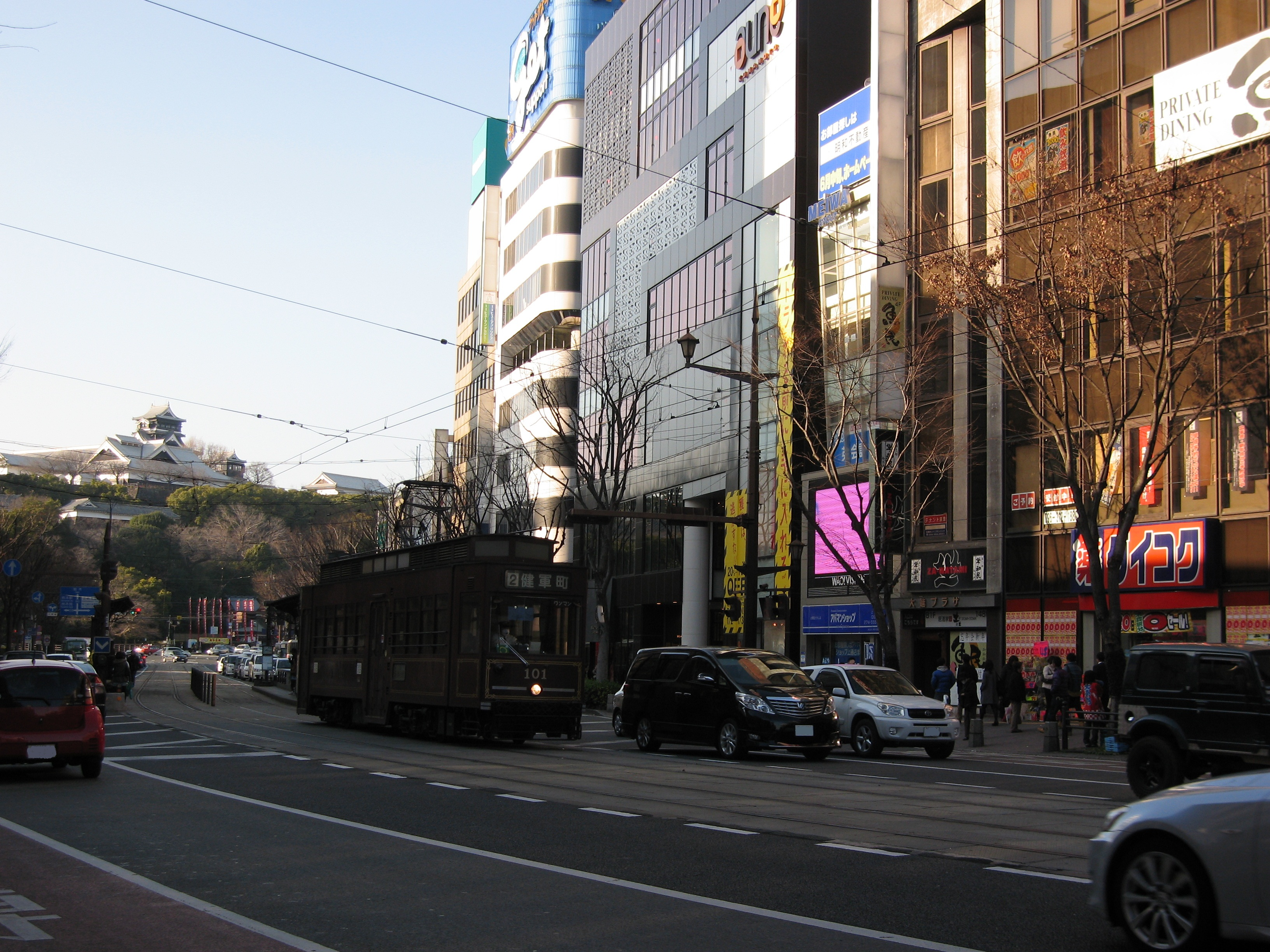
熊本城方面を望む

通町筋（とおりちょうすじ）は、熊本県熊本市にある通りの名称。熊本県道28号熊本高森線の日本郵政九州支社付近から水道町交差点までの愛称である。

## 概要
中・南九州地区最大の繁華街上通と下通の間を東西に貫く通りで、車道は片側3車線に加え中央を複線の熊本市電が走っており、平日の夕方や休日には買い物客や学生で賑わいを見せている。熊本市郊外から車やバス、電車が一極集中するため、朝夕のラッシュ時は渋滞が激しく、熊本桜町バスターミナルが近いため車道両端のバスレーンも路線バスや高速バスが数珠のように連なって走っている。
上記の様に平日の夕方や休日になると多くの人々が訪れる。通行人の多くは上通、下通、鶴屋百貨店での買い物客である。上通と下通、その間に位置する通町筋電停を結ぶスクランブル交差点（大型の横断歩道）が設けられている。上通入口と下通入口、鶴屋地下1階を結ぶ地下道も設けられている。
なお、通町の熊本市交通局の軌道（水道町～花畑町間の一部）は芝生が植えられている（緑のじゅうたん計画）。

## 歴史
江戸時代
- 熊本城完成後に白川及び坪井川の改修が行われ、同時期に武家屋敷が坪井川の西側に移転する。この地域も大部分が武家屋敷となっていた。当時の武士たちが熊本城に登城するためのメインルートであったことから、通町筋と呼ばれるようになったという。また、当時は厩橋から上通までの地域を指す名称であったと言われている。

明治時代以降
- 1889年（明治22年）の市町村制施行により熊本市の一部となった。
- また、1924年（大正13年）には熊本市電幹線（熊本駅前 - 水道町 - 浄行寺町）・熊本市電水前寺線（水道町 - 水前寺）が開通、熊本市電水前寺線のために白川を渡る大甲橋が架けられたことなどにより、次第にメインストリートとなっていった。

昭和時代後半（戦後）
- 通町筋電停と接続していた横断歩道を大型化。鶴屋出入口付近にあった横断歩道も同様、大型化しスクランブル交差点となった。

平成時代
- 通町筋電停を改装、屋根が設置された。
- 2009年（平成21年）になると、下通のアーケードの掛け替えが完了し、以前よりも位置が高くなった。

令和時代
- 2019年（令和元年）通町筋電停（辛島町方面側ホーム）の改修工事完了。停留場が拡幅され、停留場全体を覆う屋根を設置、バリアフリー化が図られた。なお、これに伴い手取本町側の歩道幅を狭めたり、電柱を移設するなどの工事が行われている。

## 周辺
九州有数の規模を誇る繁華街で、市役所、百貨店、商業施設、オフィスビル、ビジネスホテル、シティホテルなどが立ち並んでいる。
- 熊本市役所
- 鶴屋百貨店（本館・東館・ウィング館）
- びぷれす熊日会館（New-S）
- 熊本市現代美術館
- aune KUMAMOTO
- COCOSA
- ホテル日航熊本
- 東横イン水道町電停前
- カリーノ下通
- 上通商店街（アーケード）
- 下通商店街（アーケード）
- サンロード新市街（アーケード）
- HAB@
- 三井住友信託銀行熊本支店
- ファインビル
- 西日本シティ銀行熊本営業部
- 小泉八雲熊本旧居（市指定有形文化財）
- 熊本城
- 日本郵政グループ熊本ビル（旧日本郵政公社九州支社、旧九州郵政局）
  - 日本郵便株式会社九州支社
  - ゆうちょ銀行熊本支店
  - かんぽ生命保険熊本支店
  - 熊本城東郵便局
  - 日本郵政株式会社九州ファシリティセンター
- 熊本市電：水道町電停、通町筋電停、熊本城・市役所前電停

## 接続する主な通り
- 水道町交差点（国道3号）
- 上通
- 下通
- 駕町通り
- オークス通り